# Parc d'État Roberto-Clemente
Le parc d'État Roberto-Clemente (Roberto Clemente State Park) est un parc d'État dans le South Bronx, à New York aux États-Unis. Le parc est au nord de la ville, et adjacent à la Harlem River, à la Major Deegan Expressway et à la gare Morris Heights sur la ligne Hudson Line du train Metro-North Railroad. Roberto Clemente était un joueur de baseball, tué dans un accident d'avion alors qu'il essayait de rejoindre les secours après le tremblement de terre de 1972 au Nicaragua (en).
Il s'agit d'un parc urbain, et propose des lieux de récréation et des tables de pique-nique. C'est l'un des parcs de l'État de New York qui a bénéficié d'un partenariat avec le New York Restoration Project et le New York City Department of Parks and Recreation.

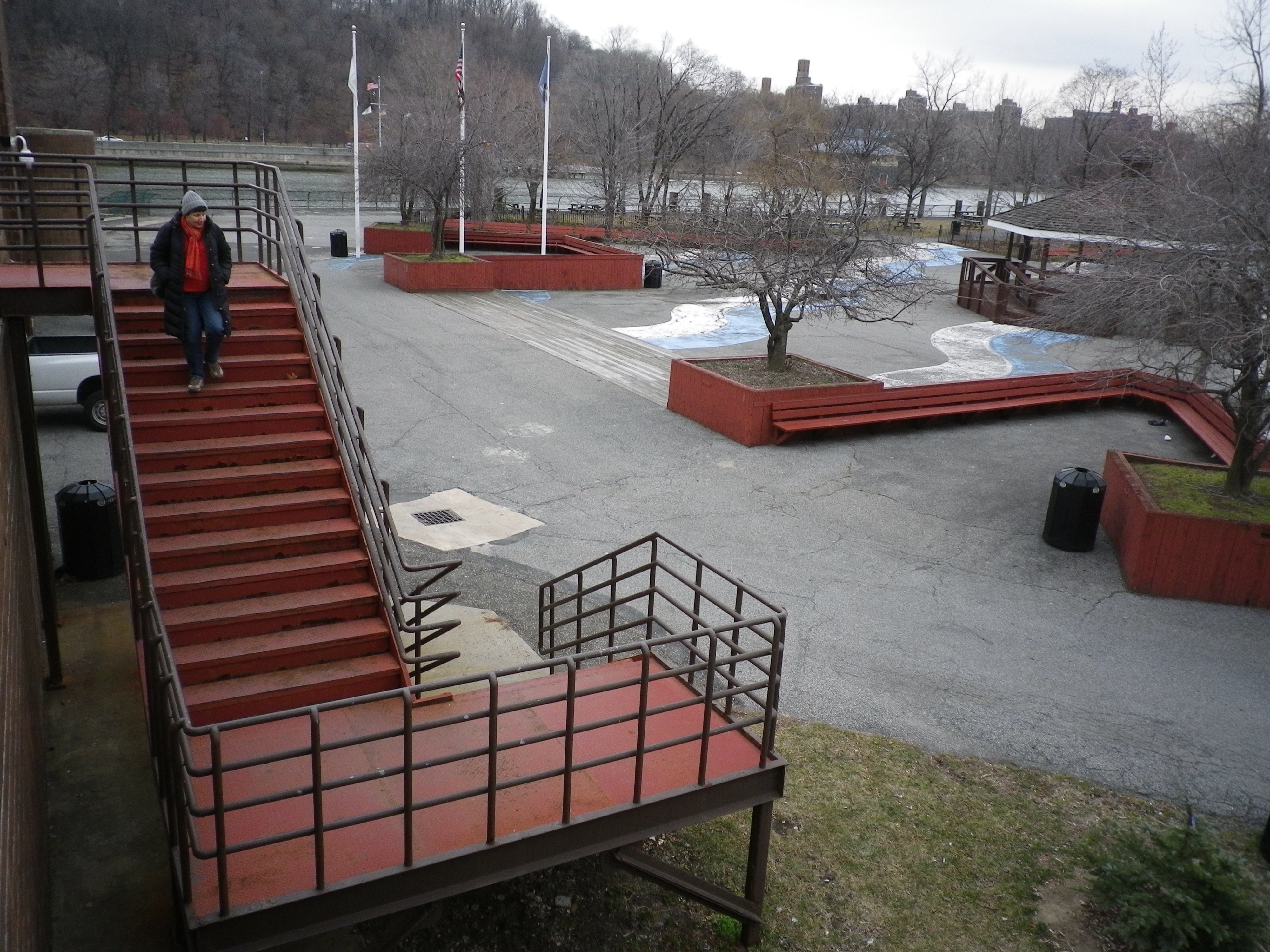
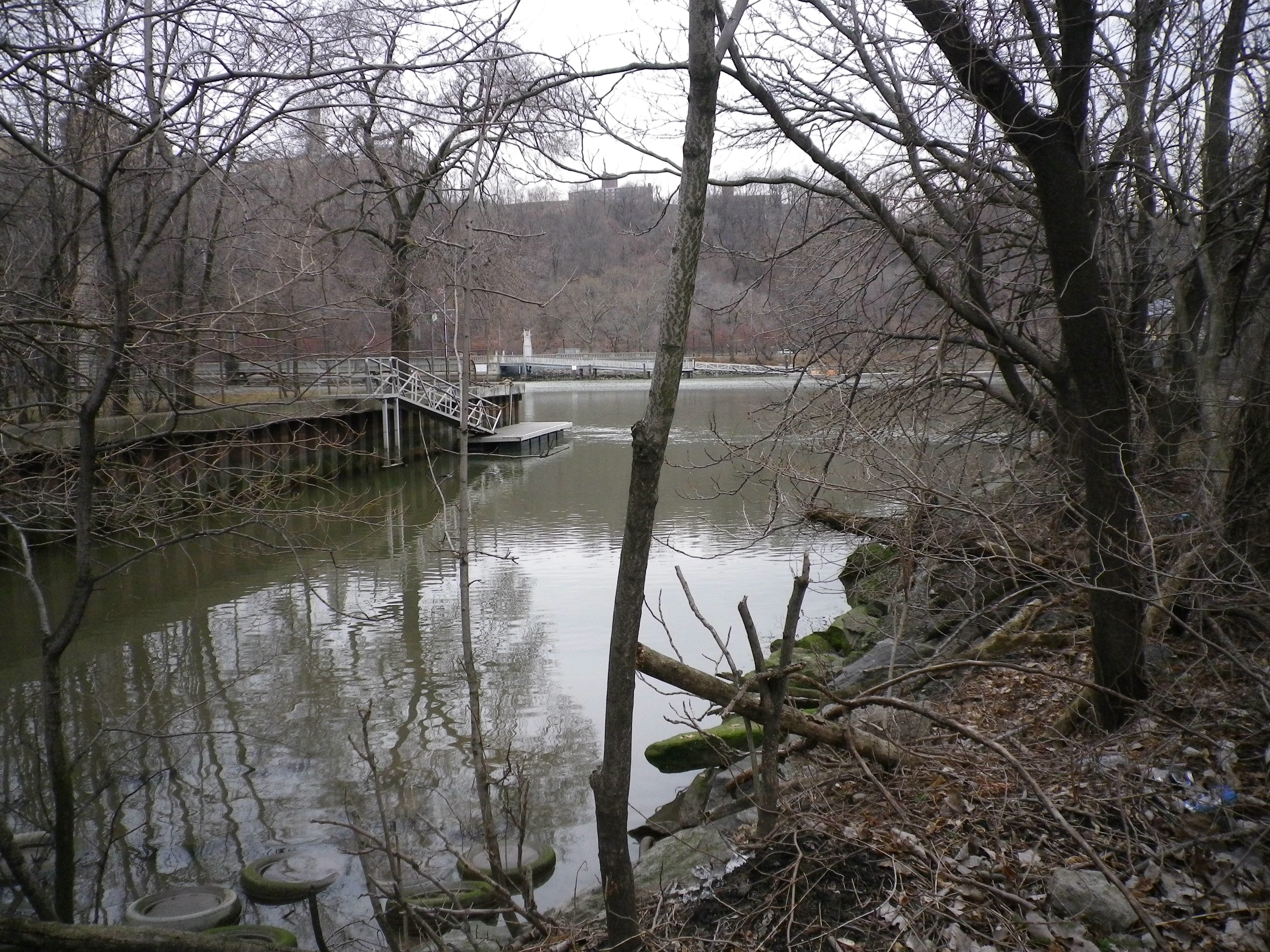
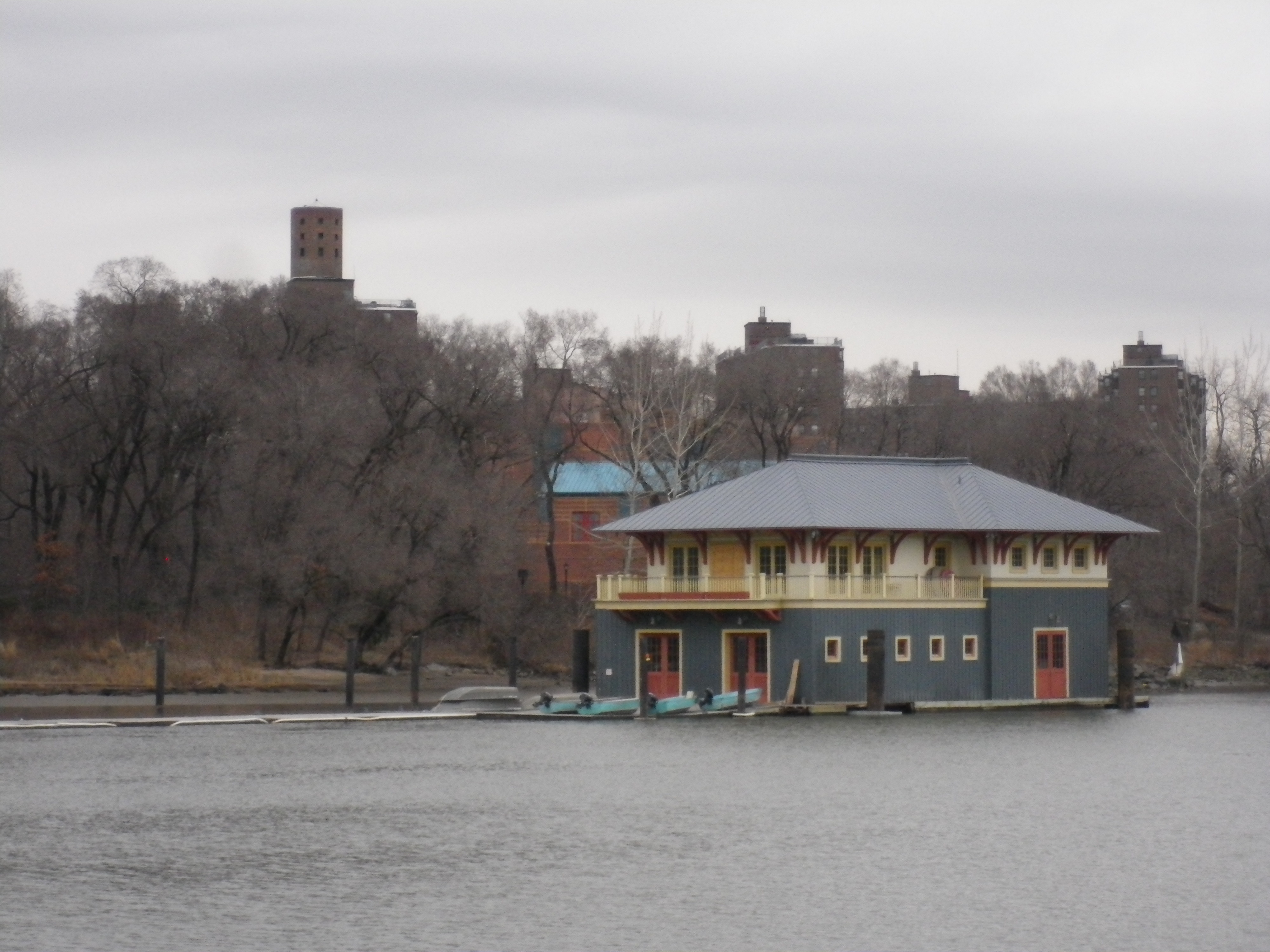